# Pavel Hirš
Pavel Hirš (* 11. ledna 1942 Praha) je bývalý český politik, v 90. letech 20. století poslanec České národní rady a Poslanecké sněmovny za Československou stranu socialistickou, respektive Liberálně sociální unii a předseda Liberální strany národně sociální coby pokračovatelky Čs. strany socialistické, pak člen poslaneckého klubu ODS.

## Biografie
Absolvoval České vysoké učení technické v Praze. Pak pracoval jako odborný asistent na vysoké škole a výzkumný pracovník v Ústavu matematických strojů. Roku 1968 přešel jako vědecký pracovník do Fyziologického ústavu ČSAV. V roce 1975 se stal členem Československé strany socialistické. V roce 1990 se profesně uvádí jako vědecký pracovník Fyziologického ústavu ČSAV.
Po sametové revoluci se zapojil do politiky. V roce 1991 zastával funkci ústředního tajemníka Československé strany socialistické. Výkonem této funkce ho pověřil XXV. sjezd ČSS a potvrdilo ho v ní zastupitelstvo strany na zasedání v březnu 1991.
Ve volbách v roce 1992 byl zvolen do ČNR, jako poslanec za ČSS, respektive za koalici Liberálně sociální unie (LSU), do níž Československá strana socialistická přistoupila, (volební obvod Praha). Zasedal ve výboru pro vědu, vzdělání, kulturu, mládež a tělovýchovu a v mandátovém a imunitním výboru.
Již brzy po volbách začal praktikoval politiku odlišnou od Liberálně sociální unie. V listopadu 1992 odešel z poslaneckého klubu LSU a spolu s několika dalšími kolegy a bývalými členy SPR-RSČ ustavil Liberální klub. V klíčových předlohách souvisejících s dělením ČSFR hlasoval s pravicovou vládní koalicí. V květnu 1993 byl zvolen předsedou Československé strany socialistické (ČSS), která se zároveň přejmenovala na Liberální stranu národně sociální (LSNS). Nadále zasedal v ČNR, která se od vzniku samostatné České republiky v lednu 1993 transformovala na Poslaneckou sněmovnu Parlamentu České republiky. V ní setrval do konce funkčního období, tedy do voleb v roce 1996. Brzy po svém nástupu do čela LSNS inicioval rozchod s LSU a utvoření samostatného poslaneckého klubu LSNS, do nějž přešla část poslanců zvolených za ČSS v rámci Liberálně sociální unie.
V rámci LSNS reprezentoval skupinu orientovanou na spolupráci s pravicí, což ale nemělo většinovou podporu a Hirš na sjezdu LSNS v květnu 1995 neobhájil předsednickou funkci. Stranu v červenci 1995 opustil s poukazem na to, že do jejího vedení pronikají exponenti bývalého režimu a že strana ukročila doleva politického spektra. V roce 1995 proto opustil poslanecký klub LSNS a po několika měsících coby nezařazený poslanec zasedal od listopadu 1995 v klubu ODS. V listopadu 1995 se zároveň stal i členem ODS (místní sdružení Praha-Modřany).
V sněmovních volbách roku 1996 neúspěšně kandidoval za ODS.